# بادما
بادما (انگلیسی: Badema؛ زادهٔ ۱۹۶۵ میلادی) بازیگر و خواننده اهل مغولستان داخلی در چین است که به سبب بازی در نورجمعه شهرت یافت.
از فیلم‌ها یا مجموعه‌های تلویزیونی که وی در آن‌ها نقش داشته‌است، می‌توان به  نزدیک بهشت و نورجمعه اشاره نمود. او در سی و سومین دوره جشنواره بین‌المللی فیلم فجر برندۀ جایزۀ بهترین بازیگر نقش اول زن (برای نقش‌آفرینی در نورجمعه) شد.